# Élena Koundourá
Élena Koundourá (grec moderne : Έλενα Κουντουρά), née le 2 novembre 1962, est un mannequin et une femme politique grecque.

## Biographie

### Carrière de mannequin
Elle travaille de longues années avec Serge Lutens.

### Engagement politique
En février 2012, alors députée au Parlement grec, elle participe à la fondation du parti souverainiste et anti-austérité des Grecs indépendants.
Lors des élections législatives grecques de janvier 2015, elle est réélue députée au Parlement grec dans la première circonscription d'Athènes.
Le 27 janvier 2015, elle est nommée vice-ministre déléguée au Tourisme dans le gouvernement Tsípras I. Elle est remplacée à ce poste, le 28 août 2015, par Álkistis Protopsálti (gouvernement Thánou-Christophílou), puis y est nommée à nouveau en septembre suivant.